# Ambulantna obrt
Ambulantna obrt (tudi potujoče obrtniško delo in delo na domu) je oblika obrti pri kateri je obrtnik potoval od hiše do hiše in izdeloval naročene izdelke. Največkrat so izdelovali obleko in obutev, poročno opremo, šivali, predelovali zaklano živino v mesne izdelke...
 Ta obrt je bila največkrat delo brez ustreznega dovoljenja.